# Fiala (rod)
Fiala (Matthiola) je jeden z mnoha rodů čeledi brukvovitých které jsou známe svými převážně vytrvalými květy s často příjemnou vůni. Vyskytují se v Evropě, Asii, severozápadní Africe, Severní Americe i v Austrálii. Rod fiala je rozdělen asi do 50 druhů, v České republice (jako důsledek zplanění dovezených rostlin) vyrůstají ve volné přírodě jen řídce dva druhy.

## Popis
Fialy jsou letničky, dvouletky nebo krátkodobě vytrvalé rostliny, mívají jednoduchou nebo rozvětvenou lodyhu která jim někdy ve spodní části dřevnatí a víceleté někdy vytvářejí polokeře. Jejich listy bez palistů se dělí na bazální (v listové růžici) a lodyžní, mají řapíky nebo jsou přisedlé, jejich čepele bývají celistvé, vykrajované, zubaté nebo po obvodě zvlněné, mohou být chlupaté či lysé.
Oboupohlavné květy na stopkách jsou seskupeny do hroznovitých nebo chocholičnatých květenství která se v době kvetení prodlužují. Kalich je tvořen čtyřmi plátky vyrůstajícími křížem ve dvou kruzích a koruna čtyřmi volnými podlouhlými plátky střídajícími se s kališními, barvu mívají fialovou, purpurovou, karmínovou, červenou, růžovou nebo bílou. Šest čtyřmocných tyčinek vyrůstajících ve dvou přeslenech nese čárkovité prašníky. Dvoupouzdrý semeník je dělen falešnou přepážkou, v oddílu může být 20 až 50 vajíček. Čnělka je drobná nebo zakrslá, kuželovitá blizna mívá dva laloky. Květy s nektarovými žlázkami jsou opylovány hmyzem.
Plod je vždy suchý, může to být struk, tobolka nebo nejčastěji šešule které vyrůstající na vztyčených či oddálených stopkách. Jejich podlouhlá, vejčitá či okrouhlá zploštělá semena mají drobounká křidélka nebo jsou neokřídlená, neslizovatí. Některé druhy, jako např. fiala šedivá neb fiala dlouhoplátečná, jsou pro svůj atraktivní vzhled často pěstovány jako zahradní okrasné rostliny.

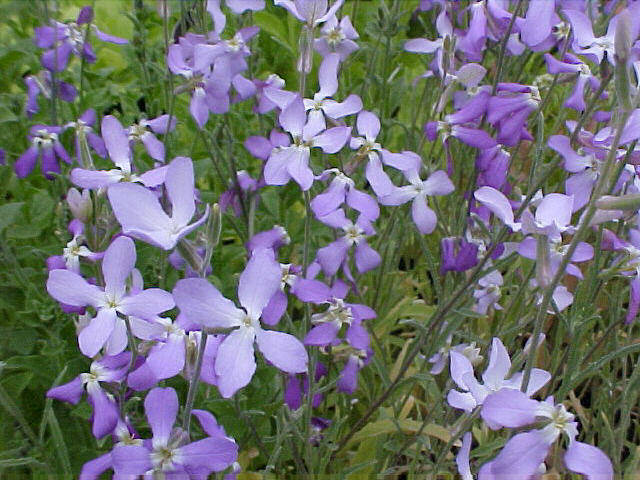
Fiala dlouhoplátečná
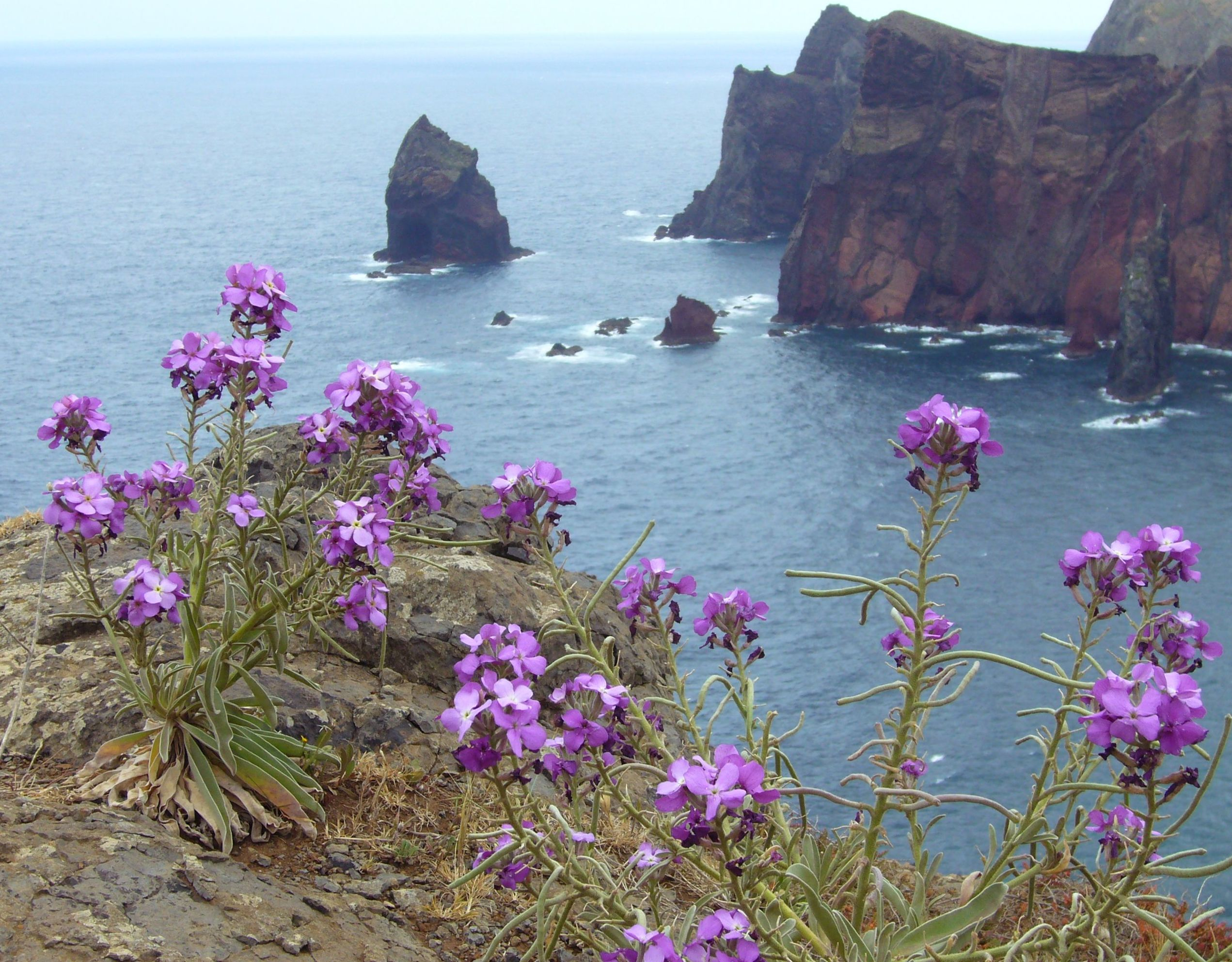
Fiala madeirská
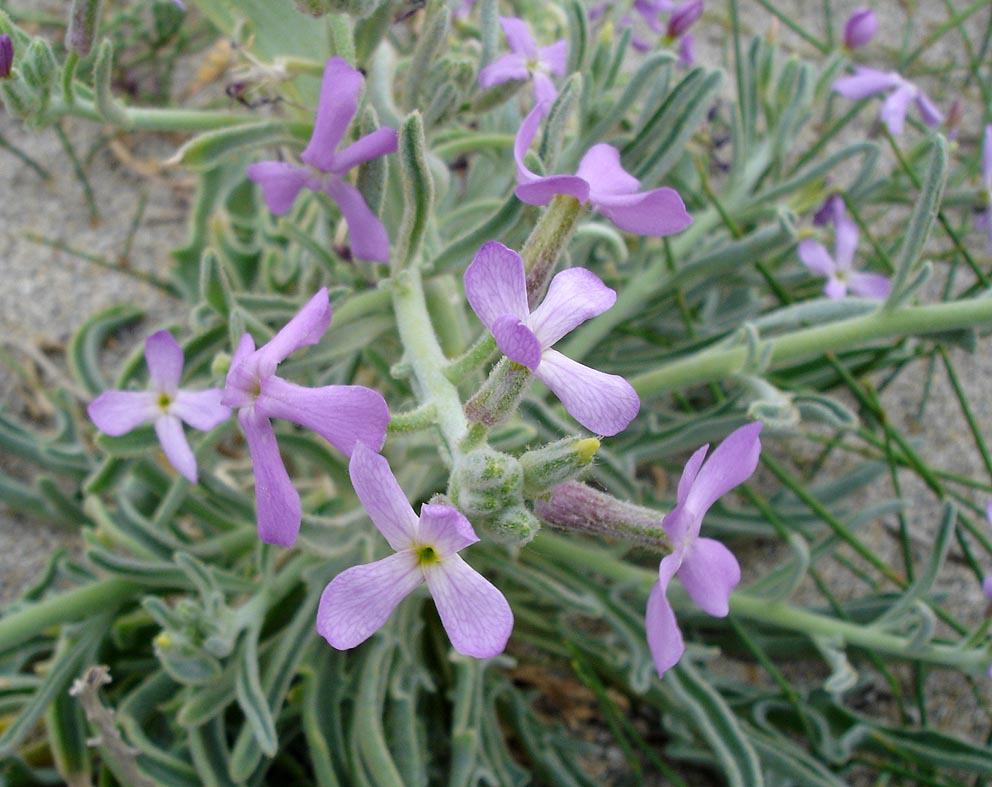
Fiala laločnatá
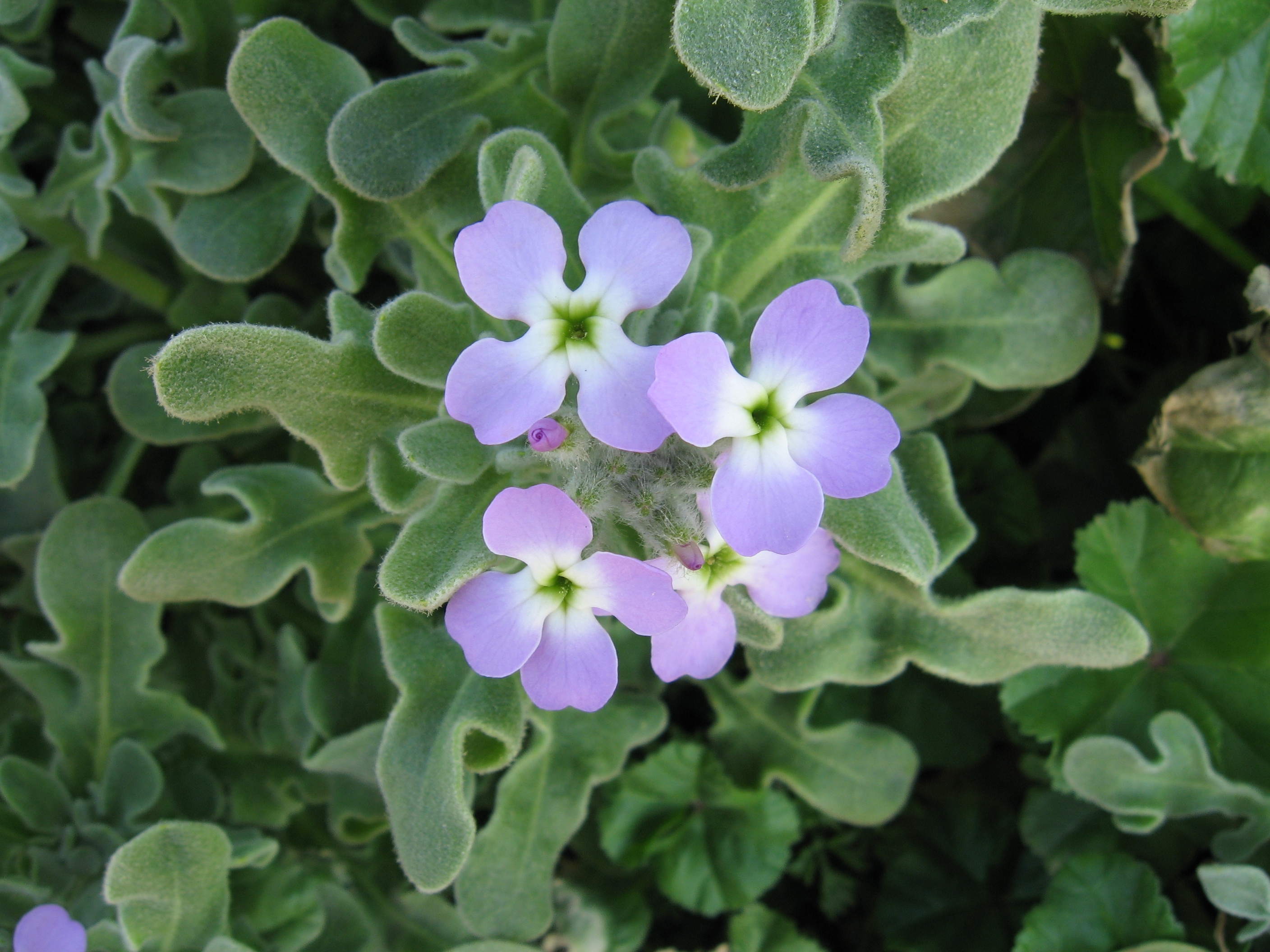
Fiala trojrohá